# Konik polny i świerszcz
Konik polny i świerszcz (ang. On the Grasshopper and Cricket) – sonet angielskiego romantycznego poety Johna Keatsa. Utwór powstał w 1816. Jest napisany pentametrem jambicznym i rymuje się abba abba cde cde, czyli zgodnie z wzorem włoskim.
Powstanie utworu było wynikiem rywalizacji między Johnem Keatsem a Leighem Huntem, jaka miała miejsce w grudniu 1816. Obaj poeci założyli się, że są w stanie napisać sonet na zadany temat w ciągu kwadransa. Obaj też zmieścili się w zadanym czasie.
Utwór przełożył na język polski Władysław Nawrocki.